# Lac Magaguadavic
Ne doit pas être confondu avec Petit lac Magaguadavic.
Le lac Magaguadavic est un lac situé dans le comté d'York, au sud-ouest du Nouveau-Brunswick (Canada). Il est situé à environ 115 mètres d'altitude. Il a une forme de « L » inversé et une superficie d'environ 28 kilomètres carrés. Son émissaire est la rivière Magaguadavic.